# Buseto Palizzolo
Buseto Palizzolo (szicíliai nyelven Palazzolu) település Olaszországban, Trapani megyében. Lakosainak száma 2761 fő (2023. január 1.). Buseto Palizzolo Castellammare del Golfo, Custonaci, Erice, Trapani, Valderice és Calatafimi-Segesta községekkel határos.

## Népesség
A település népességének változása:
| Lakosok száma | 2947 | 2928 | 2761 |
|               | 2017 | 2018 | 2023 |